# Fascicularia bicolor

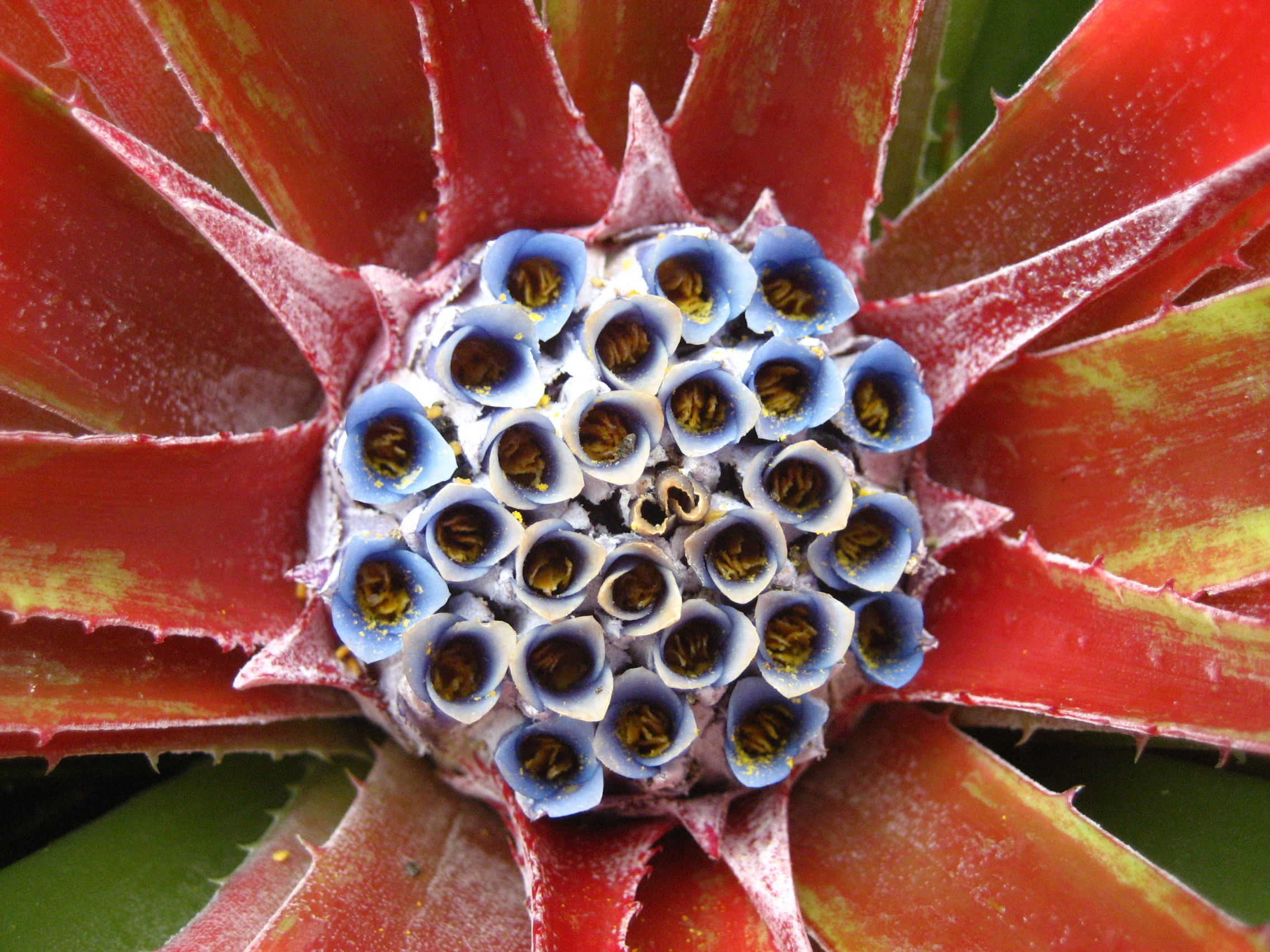
Blütenstand von Fascicularia bicolor.

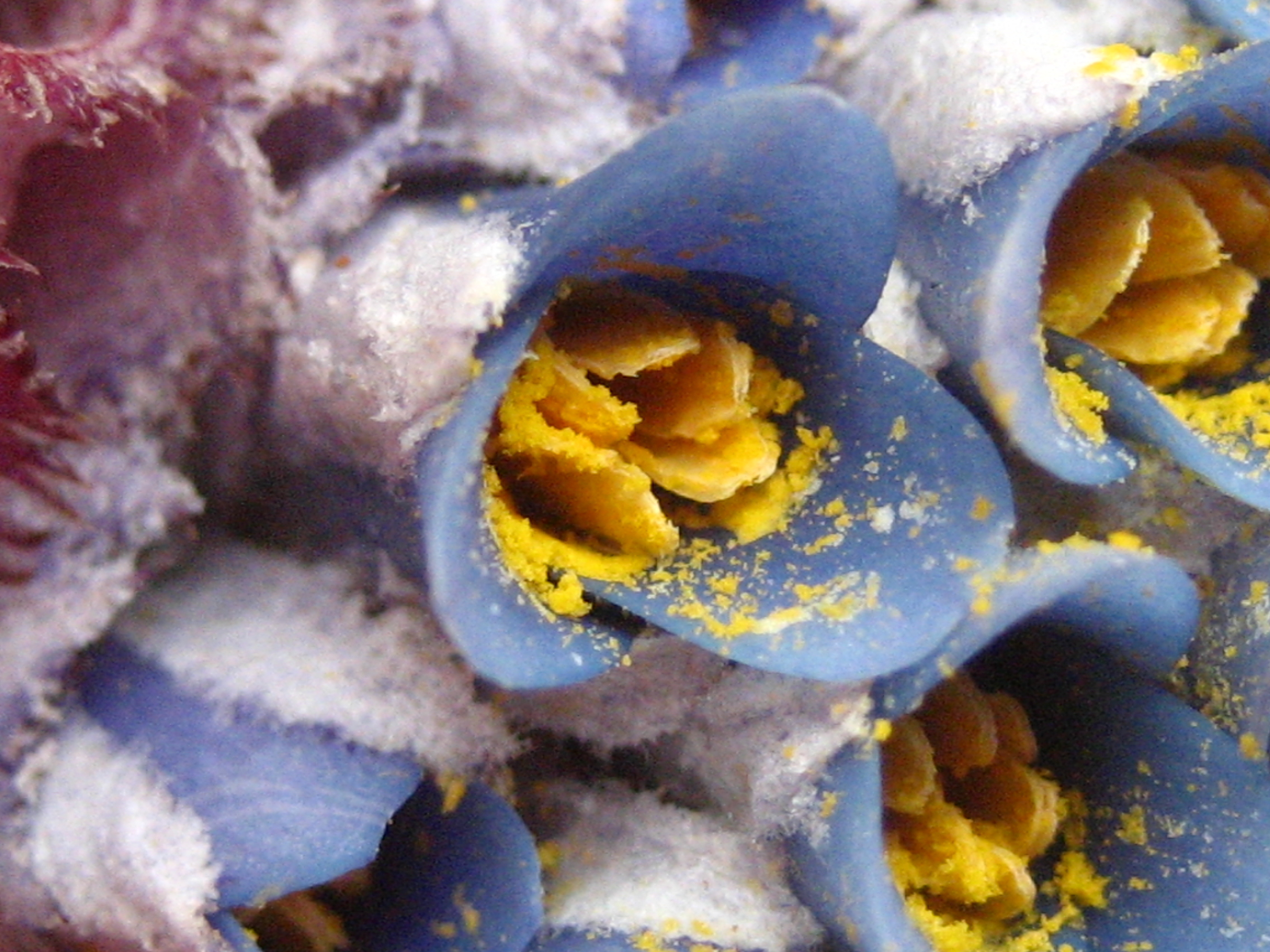
Detail des Blütenstandes von Fascicularia bicolor. Bei der Einzelblüte ist gut zu erkennen, dass die gelben Staubblätter nicht über die blauen Kronblätter hinausragen (wichtiges Bestimmungsmerkmal).

Fascicularia bicolor ist die einzige Pflanzenart der Gattung Fascicularia in der Unterfamilie Bromelioideae innerhalb der Familie der Bromeliengewächse (Bromeliaceae).
Der Gattungsname Fascicularia leitet sich vom lateinischen Wort fasciculus für Bündel, gebündelt ab und bezieht sich auf die Form des Blütenstandes, also die gedrängte Anordnung der Blüten; bicolor bedeutet zweifarbig.

## Beschreibung
Fascicularia bicolor ist eine stammlose ausdauernde, krautige Pflanze. Dieser Xerophyt wächst meist terrestrisch, an Felsen oder als Epiphyt. Mit ihren Ausläufern bilden sie oft dichte Bestände. Die zahlreichen, grundständigen, langen Laubblätter sind dünn, länglich, derb und am Rand stark bewehrt (stachelig gesägt).
An den einfachen, ährigen, kopfförmigen Blütenständen mit sehr kurzem Blütenstandsschaft sitzen auffällig rot gefärbte Hochblätter (Brakteen). Ein Blütenstand enthält viele Blüten. Die dreizähligen, radiärsymmetrischen Blüten sind zwittrig mit doppelten Perianth. Die drei Kelchblätter sind frei und auf den reifen Beeren noch gut zu erkennen. Die drei freien Kronblätter sind blau bis violett, mit zwei Schüppchen (Ligulae) an ihrer Basis. Es sind zwei Kreise mit je drei freien Staubblättern vorhanden. Drei Fruchtblätter sind zu einem unterständigen Fruchtknoten verwachsen. Der Griffel endet in einer dreilappigen Narbe. Griffel und Staubblätter sind kürzer als die Kronblätter.
Blütenformel:
{\displaystyle \star \;K_{3}\;C_{3}\;A_{3+3}\;G_{\overline {(3)}}}
Die Beeren haben noch die Kelchblätter und enthalten viele Samen.

## Vorkommen und Systematik
Das Verbreitungsgebiet von Fascicularia bicolor liegt nur in Chile. Sie kommt in Höhenlagen zwischen 100 und 1250 Meter vor.
Es gibt zwei Unterarten:
- Fascicularia bicolor subsp. bicolor Nelson & Zizka (Syn.: Bromelia joinvillei E.Morren, Rhodostachys joinvillei (E.Morren) Benth., Rhodostachys micrantha Phil., Fascicularia bicolor (Ruiz et Pav.) Mez, Fascicularia parviflora Mez, Fascicularia micrantha (Phil.) Mez): Die Blüten sind 3,7 bis 6,5 (selten bis 7,5) cm lang. Das Verbreitungsgebiet reicht von Región de Valparaíso (San Antonio) bis zur Región de los Lagos (Chiloé), also Region V bis X.
- Fascicularia bicolor subsp. canaliculata E.C.Nelson & Zizka (Syn.: Hechtia joinvillei Riviere, Rhodostachys albo-bracteata (Steud. ex Baker) Baker, Rhodostachys pitcairniifolia var. kirchhoffiana Wittm., Fascicularia kirchhoffiana (Wittm.) Mez): Die Blätter sind weniger stark xeromorph als bei Fascicularia bicolor susp. bicolor. Die Blüten sind 3,3 bis 4,4 cm lang. Das Verbreitungsgebiet reicht von der Región del Maule bis Chiloé in der Región de Los Lagos, also Region VII bis X.

Aufgrund ihrer Größe findet man Fascicularia bicolor selten in privaten Sammlungen, jedoch in vielen Botanischen Gärten.
Oft kommt es zu Verwechslungen mit den Arten der nahe verwandten Gattungen Ochagavia (Bei Ochagavia sind die Kronblätter rosa und es sind keine zwei Schüppchen an ihrer Basis.) und Greigia (Bei Greigia sind die Kronblätter weiß über rosafarben bis rötlich).